# Hans-Jörg Leitzke
Hans-Jörg Leitzke (* 27. Dezember 1960) ist ein ehemaliger deutscher Fußballspieler und heutiger -trainer. In der höchsten Spielklasse des DDR-Fußballs, der Oberliga, spielte er für die BSG Chemie Leipzig, den 1. FC Lokomotive Leipzig und den FC Sachsen Leipzig in der DDR-Oberliga. Mit dem 1. FC Lok wurde er zweimal DDR-Pokalsieger in der DDR.

## Sportliche Laufbahn
Im Alter von acht Jahren wurde Hans-Jörg Leitzke 1969 in den Kinderbereich der Betriebssportgemeinschaft (BSG) Chemie Leipzig aufgenommen. Nachdem er zuletzt für die BSG Chemie in der Nachwuchsoberliga gespielt hatte, wurde er zur Saison 1980/81 in den Kader der 1. Männermannschaft übernommen. Diese war gerade aus der Oberliga abgestiegen und verbrachte nun drei Spielzeiten in der zweitklassigen DDR-Liga. 1980/81 bestritt Leitzke elf Punktspiele. Er kam zunächst in den ersten sieben Spielen als rechter Flügelstürmer zum Einsatz, danach wurde er aber nur sporadisch in vier weiteren Ligaspielen aufgeboten. 1981/82 bestritt er nur die acht Ligaspiele der Rückrunde, kam aber mit seinen vier Treffern auch als Torschütze zum Zuge. In der Spielzeit 1982/83 wurde er endgültig zum Stammspieler, von den 22 Ligaspielen bestritt er 21 Partien und war mit seinen sieben Toren auch entscheidend am Staffelsieg der Chemiker beteiligt. In der anschließenden Aufstiegsrunde wurde Leitzke in allen acht Spielen aufgeboten und steuerte mit drei Toren zum Aufstiegserfolg bei. In seiner ersten Oberligasaison 1983/84 verpasste er nur ein Punktspiel und wurde sowohl als rechter wie auch als linker Flügelstürmer eingesetzt. Seine vier Tore reichten zusammen mit Joachim Fritsche zum Torschützenkönig. Zum Saisonende musste Chemie Leipzig mit dem punkt- und torgleichen 1. FC Union Berlin in die Relegation, die die Leipziger mit 1:1 und 2:1 für sich entscheiden konnten. Leitzke war in beiden Spielen dabei und schoss jeweils das entscheidende Tor. Seine meisten Oberligaspiele bestritt Leitzke in der Saison 1984/85. Er kam in alle 26 Begegnungen zum Einsatz und erzielte sechs Tore, mit denen er nun zum alleinigen Torschützenkönig wurde. Den Abstieg der BSG Chemie aus der Oberliga konnte er damit jedoch nicht verhindern.
Um seinen Oberligastatus zu wahren, wechselte Leitzke zur Saison 1985/86 zum Stadtrivalen 1. FC Lok Leipzig. In der mit mehreren Nationalspielern bestückten Mannschaft konnte er nicht wie gewohnt eine Führungsrolle übernehmen und war in seinen 22 Oberligaspielen mehrfach Objekt von Auswechslungen, sodass er nur dreizehn Begegnungen mit voller Spieldauer absolvieren konnte. Auch mit seinen drei Toren konnte er sich nicht hervorheben. In dieser Saison beteiligte sich der 1. FC Lok auch am UEFA-Pokal, wo er auf den Coleraine FC (Nordirland; 1:1, 5:0) und AC Mailand (0:2, 3:1) traf. Leitzke war in allen vier Spielen dabei und schoss gegen jeden Gegner ein Tor. Er kam in dieser Saison schließlich noch zu seinem ersten Titelgewinn, denn er stand beim Pokalfinale, das die Leipziger mit 5:1 über Union Berlin gewannen. 1986/87 bildete Leitzke als Rechtsaußen mit Hans Richter und Dieter Kühn ein erfolgreiches Sturmtrio, das mit 17 Toren 50 Prozent der Leipziger Oberligatore erzielte. Leitzke, der nur zweimal in der Oberliga fehlte, war mit sechs Treffern beteiligt. Er wurde 1987 auch zum zweiten Mal Pokalsieger, er kam jedoch erst in der 84. Minute aufs Feld, erzielte aber umgehend den 4:1-Siegtreffer gegen Hansa Rostock. Zu seinen weiteren Einsätzen dieser Spielzeit zählen auch die neun Spiele im Europapokal der Pokalsieger, mit denen der 1. FC Lok bis in das Endspiel kam. Dort unterlagen die Leipziger mit 0:1 Ajax Amsterdam, Leitzke war in der 55. Minute eingewechselt worden, als das Gegentor schon gefallen war. 1987/88 kam Leitzke auf 25 Oberligaeinsätze, stand 20-mal in der Startelf, absolvierte aber nur zwölf Partien über 90 Minuten. Wie gewohnt auf Rechtsaußen spielend, erzielte er fünf Tore. Nach dem Pokalsieg von 1987 spielte der 1. FC Lok 1987/88 auch wieder im Europapokal der Pokalsieger. Gegen Olympique Marseille schied man nach 0:0 und 0:1 in der 1. Runde aus, Leitzke war in beiden Spielen eingesetzt worden. 1988/89 spielte Leitzke unter Trainer Hans-Ulrich Thomale nur noch eine untergeordnete Rolle. Bis zum 15. Spieltag wurde er in zehn Oberligaspielen eingesetzt, stand aber nur dreimal in der Startelf, spielte nur zweimal voll durch und schoss auch nur ein Tor.
Angesichts dieser Situation kehrte Leitzke im März 1989 zur BSG Chemie Leipzig zurück, die noch immer in der Liga spielte. Leitzke wurde sofort in das Spiel der Chemiker integriert, bestritt von 23. bis zum 34. und letzten Spieltag alle zwölf Ligaspiele und konnte mit sechs Treffern seine Abschlussqualitäten bestätigen. 1989/90 verpasste er nur eine DDR-Ligabegegnung und war mit neun Treffern bester Torschütze seiner Mannschaft. Zu Beginn der Spielzeit 1990/91 fusionierten die ehemaligen Fußballsektionen von Chemie Leipzig und Chemie Böhlen wendebedingt zum FC Sachsen Leipzig. Dieser übernahm den Platz von Böhlen in der Oberliga, die letztmals als höchste Spielklasse fungierte. Leitzke gehörte auch nach der Fusion zu Aufgebot des FC Sachsen und absolvierte 24 der 26 Punktspiele. Mit sechs Treffern wurde er erneut Torschützenkönig seiner Mannschaft. Als Tabellenzwölfter nahm der FC Sachsen an den Qualifikationsspielen zur 2. Bundesliga teil, konnte sich aber nicht qualifizieren. In den sechs Spielen kam Leitzke viermal zum Einsatz und erzielte ein Tor. Durch die verpasste Qualifikation wurde der FC Sachsen in die neugeschaffene drittklassige NOFV-Amateur-Oberliga eingegliedert. Ab 1994 traten die Leutzscher in der Regionalliga an. Dort spielte Leitzke bis 1996. Auch in seiner letzten Spielzeit 1995/96 war er weiterhin Stammspieler des FC Sachsen, bestritt 31 der 34 Ligaspiele und erzielte dabei acht Tore.
Danach beendete Hans-Jörg Leitzke mit 35 Jahren seine Laufbahn als Leistungsfußballer. Am 27. August 1996 veranstaltete der FC Sachsen für seinen langjährigen Spieler ein Abschiedsspiel zwischen dem FC und einer von Leitzke zusammengestellten „Chemie-Auswahl“. Anschließend schloss er sich dem FSV Grün-Weiß Eilenburg an, wo er bis 1999 blieb. In der Saison 1999/00 agierte er für den Bornaer SV in der nunmehr viertklassigen Oberliga.

## Trainerlaufbahn
Ab 2000 arbeitete Leitzke als Trainer beim FC Sachsen Leipzig. Dort trainierte er die 2. Mannschaft in der Landesliga. Im September 2003 trug er kurz Verantwortung als Interimstrainer für die erste Mannschaft, die damals wieder in der Regionalliga spielte. Ab August 2004 war er gleichzeitig Co-Trainer der ersten Mannschaft. Am 19. Oktober 2005 übernahm er bei Chemie als Nachfolger von Wolfgang Frank das Amt des Cheftrainers. Dieses Amt musste er am 5. Oktober 2006 an Eduard Geyer abgeben und wechselte zurück auf den Co-Trainer-Posten. Als Geyer im Juli 2007 aus finanziellen Gründen entlassen wurde, wurde Leitzke erneut zum Cheftrainer ernannt. Am 6. Mai 2008 wurde Leitzke als Trainer des FC Sachsen entlassen. Von Juli 2009 bis zu seiner Entlassung am 23. März 2010 war Leitzke als Nachfolger von Thomas Köhler Trainer beim VfB Pößneck in der Fußball-Oberliga Nordost. In den 2010er-Jahren war er als Jugend- und Männertrainer des FSV Großpösna tätig.